# Geoffrey Hinton

Geoffrey Everest Hinton CC FRS FRSC   (født 6. december 1947) er en britisk-canadisk kognitiv psykolog og datalog, mest kendt for sit arbejde med kunstige neurale netværk . Fra 2013 til 2023 arbejdede han delvist for Google ( Google Brain ) og delvist for University of Toronto, indtil at han i maj 2023 offentligt annoncerede sin afgang fra Google med henvisning til bekymringer om risici ved kunstig intelligens (AI) teknologi.   Efter at have forladt sin stilling, har han efterfølgende rost Google for at have handlet "meget ansvarligt", mens han udviklede deres AI  men at det ændrede sig, da Microsoft begyndte at inkorporere en chatbot i deres Bing-søgemaskine. Dette øjensynligt fordi Google begyndte at blive bekymret over risikoen for sin egen søgeforretning. I 2017 var han med til at stifte og blev den videnskabelige chefrådgiver for Vector Institute i Toronto.
Sammen med David Rumelhart og Ronald J. Williams var Hinton i 1986 medforfatter til et meget citeret papir, der udbredte tilbageudbredelsesalgoritmen til træning af flerlags neurale netværk, selvom de ikke var de første til at foreslå fremgangsmåden. Hinton betragtes som en førende figur i deep learning -fællesskabet.     En milepæl for billedgenkendelse blev AlexNet designet i samarbejde med hans elever Alex Krizhevsky og Ilya Sutskever til ImageNet-udfordringen 2012  var et gennembrud inden for computersyn.
Hinton modtog Turing Prisen i 2018 sammen med Yoshua Bengio og Yann LeCun for deres arbejde med deep learning.  Disse tre bliver nogle gange omtalt som "Godfathers of AI" og "Godfathers of Deep Learning",   og har siden 2018 fortsat holdt offentlige foredrag sammen. 
I maj 2023 meddelte Hinton sin opsigelse fra Google, for at kunne "frit udtale sig om risiciene ved kunstig intelligens"  Opsigelsen har skabt stor bevågenhed over hele verden. Han har udtrykt bekymring over bevidst misbrug af ondsindede aktører, teknologisk arbejdsløshed og eksistentiel risiko fra kunstig generel intelligens.

## Uddannelse
Hinton blev oprindeligt uddannet ved King's College, Cambridge, og dimitterede i 1970 med en bachelor i eksperimentel psykologi. Han fortsatte sit studie ved University of Edinburgh, hvor han blev tildelt en ph.d. i kunstig intelligens i 1978 for forskning overvåget af Christopher Longuet-Higgins.

## Karriere og forskning
Efter at have afsluttet sin ph.d. arbejdede Hinton ved University of Sussex og (efter vanskeligheder med at finde finansiering i Storbritannien), flyttede han til University of California, San Diego og Carnegie Mellon University . Han var stiftende direktør for Gatsby Charitable Foundation Computational Neuroscience Unit ved University College London og er professor i datalogiafdelingen ved University of Toronto. Han har en plads i Canada Research Chair i Machine Learning og er pt. en rådgiver for programmet Learning in Machines & Brains ved Canadian Institute for Advanced Research . Man kunne desuden se Hinton undervise i et gratis online kursus om Neurale netværk på uddannelsesplatformen Coursera i 2012. I marts 2013 kom han til Google, da hans virksomhed, DNNresearch Inc., blev opkøbt, og planlagde på det tidspunkt at "dele sin tid mellem sin universitetsforskning og sit arbejde hos Google". 
Hintons forskning fokuserer på måder at bruge neurale netværk til maskinlæring, hukommelse, perception og symbolbehandling. Han har skrevet og co-skrevet mere end 200 peer reviewed publikationer.
Mens Hinton var postdoc ved UC San Diego, anvendte David E. Rumelhart, Hinton og Ronald J. Williams backpropagation-algoritmen til flerlags neurale netværk. Deres eksperimenter viste, at sådanne netværk kan lære nyttige interne repræsentationer af data. I et interview fra 2018 sagde Hinton, at det var " David E. Rumelhart som fik den grundlæggende idé om backpropagation, så det er hans opfindelse". Deres arbejde spillede en betydning i forhold til at udbrede kendskabet til backpropagation, men de var ikke de første, der foreslog tilgangen. Automatisk differentiering i omvendt tilstand, som tilbagepropagation er et særligt tilfælde af, blev foreslået af Seppo Linnainmaa i 1970, og Paul Werbos foreslog at bruge det til at træne neurale netværk i 1974.
I samme periode opfandt Hinton Boltzmann-maskiner sammen med David Ackley og Terry Sejnowski. Hans andre bidrag til neurale netværksforskning omfatter distribuerede repræsentationer, tidsforsinkelse neurale netværk, blandinger af eksperter, Helmholtz-maskiner og maskinlæringsteknikken Product of Experts . I 2007 var Hinton medforfatter til udgivelsen Unsupervised learning of image transformations. En tilgængelig introduktion til Geoffrey Hintons forskning kan findes i hans artikler i Scientific American i september 1992 og oktober 1993.
I 2017 udgav Hinton to forskningsartikler under open access om temaet indkapslede neurale netværk  som ifølge Hinton "endelig er noget, der fungerer godt".
I maj 2023 annoncerede Hinton sin opsigelse fra Google. Han forklarede sin beslutning med at han ville "frit kunne udtale sig om risiciene ved AI" og tilføjede, at en del af ham nu fortryder sit livsværk. 

### Hæder og priser
Hinton blev i 1998 udpeget til Fellow of the Royal Society (FRS). Han var desuden den første vinder af Rumelhart-prisen i 2001. På hans bevis fra Royal Society kan man læse følgende:
| “ | Geoffrey E. Hinton is internationally distinguished for his work on artificial neural nets, especially how they can be designed to learn without the aid of a human teacher. This may well be the start of autonomous intelligent brain-like machines. He has compared effects of brain damage with effects of losses in such a net, and found striking similarities with human impairment, such as for recognition of names and losses of categorisation. His work includes studies of mental imagery, and inventing puzzles for testing originality and creative intelligence. It is conceptual, mathematically sophisticated, and experimental. He brings these skills together with striking effect to produce important work of great interest. | ” |

Hinton er blevet tildelt en række æresdoktorgrader. I 2001 blev Hinton tildelt en æresdoktorgrad fra University of Edinburgh. Han var 2005-modtageren af IJCAI Award for Research Excellence Lifetime Achievement Award. Han er også blevet tildelt 2011 Herzberg Canada Gold Medal for Science and Engineering. I 2013 blev Hinton tildelt en æresdoktorgrad fra Université de Sherbrooke.
I 2016 blev han desuden valgt til at være udenlandsk medlem af National Academy of Engineering "for bidrag til teori og praksis af kunstige neurale netværk og deres anvendelse på talegenkendelse og computersyn". Han modtog også 2016 IEEE/RSE Wolfson James Clerk Maxwell Award.
Han vandt i 2016 BBVA Foundation Frontiers of Knowledge Award i kategorien informations- og kommunikationsteknologier "for sit banebrydende og meget indflydelsesrige arbejde" og for at udstyre maskiner med evnen til at lære. 
I 2018 vandt Hinton sammen med Yann LeCun og Yoshua Bengio Turing-prisen for de konceptuelle og tekniske gennembrud, der har gjort dybe neurale netværk til en kritisk komponent i databehandling.  
I 2018 blev han ligeledes tildelt Companion af Canadas orden. I 2021 modtog han Dickson-prisen i videnskab fra Carnegie Mellon University og i 2022 Princess of Asturias Award i kategorien Scientific Research, sammen med Yann LeCun, Yoshua Bengio og Demis Hassabis.

## Synspunkter

### Risici ved kunstig intelligens
I 2023 udtrykte Hinton bekymring over den hurtige udvikling af kunstig intelligens   Hinton mente tidligere, at kunstig generel intelligens (AGI) var "30 til 50 år eller endnu længere væk."  Men i et interview i marts 2023 med CBS  udtalte han, at "AI til almene formål" kan være mindre end 20 år væk og kan medføre ændringer "som i skala kan sammenlignes med den industrielle revolution, hjulet eller elektricitet." 
I et interview med The New York Times offentliggjort den 1. maj 2023 annoncerede Hinton sin opsigelse fra Google, så han kunne "tale om farerne ved kunstig intelligens uden at overveje, hvordan dette påvirker Google." Han bemærkede, at "en del af ham nu fortryder sit livsværk" på grund af hans bekymringer, og han udtrykte frygt for et kapløb mellem Google og Microsoft.
I begyndelsen af maj 2023 afslørede Hinton i et interview med BBC, at kunstig intelligens snart kunne overgå informationskapaciteten i den menneskelige hjerne. Han beskrev nogle af de risici, som disse chatbots udgør, som "ret skræmmende". Hinton forklarede, at chatbots blandt andet har evnen til at lære selvstændigt og dele viden umiddelbart mellem hinanden. Det betyder, at hver gang en chatbot får ny information, bliver den automatisk formidlet til hele gruppen, fordi de hver især er kodet på samme måde. Dette gør det muligt for AI-chatbots at have evnen til at akkumulere viden langt ud over enhver persons kapacitet.

#### Eksistentiel risiko fra AGI
Hinton udtrykte bekymring over AI-overtagelsen og udtalte, at "det ikke er utænkeligt", at AI kunne "udslette menneskeheden." Hinton udtaler, at AI-systemer, der er i stand til at udføre intelligente samarbejder, vil være nyttige til militære, politiske eller økonomiske formål. Han bekymrer sig om, at generelt intelligente AI-systemer kunne "skabe delmål", der ikke er i overensstemmelse med deres programmørers interesser. Han udtaler, at AI-systemer kan blive strømsøgende eller forhindre sig selv i at blive lukket, ikke fordi programmører havde til hensigt det, men fordi disse delmål er nyttige til at nå senere mål. Især siger Hinton "vi er nødt til at tænke hårdt over, hvordan vi kontrollerer" AI-systemer, der er i stand til selvforbedring. I interviewet med CBS udtrykker Hinton sidst i udsendelsen fx stor afsky til nogle af de ting militæret arbejder med omkring kunstig intelligens fx begrebet selvhealende minefelter, som han har læst om fra det amerikanske forsvarsministerium nyhedsbrev.

#### Katastrofal misbrug
Hinton bekymrer sig om bevidst misbrug af AI af ondsindede aktører og udtaler, at "det er svært at se, hvordan du kan forhindre de ondsindede folk i at bruge [AI] til ondsindede ting."  I 2017 opfordrede Hinton til et internationalt forbud mod dødelige autonome våben. på linje med Geneve-konventionen.

#### Økonomiske konsekvenser
Hinton var tidligere i sit arbejde optimistisk med hensyn til de påvirkninger AI ville have i samfundet og udtalte i 2018, at: "Udtrykket 'kunstig generel intelligens' medfører implikationen, at denne slags enkelt robot pludselig vil være klogere end dig. Jeg tror ikke, det bliver det. Jeg tror, at flere og flere af de rutinemæssige ting, vi gør, vil blive erstattet af AI-systemer." Hinton har også tidligere argumenteret for, at AGI ikke vil gøre mennesker overflødige: "[AI i fremtiden vil] vide meget om, hvad du sandsynligvis vil gøre. . . Men det kommer ikke til at erstatte dig."
I 2023 blev Hinton imidlertid "bekymret for, at AI-teknologier med tiden vil ophæve arbejdsmarkedet" og fjerne mere end blot "det manuelle arbejde".

### Politik
Hinton flyttede fra USA til Canada delvist på grund af desillusionering af Ronald Reagan-æraens politik og misbilligelse af militær finansiering af kunstig intelligens.

## Personlige liv
Hinton er oldebarn af matematikeren og pædagogen Mary Everest Boole og hendes mand, logikeren George Boole, hvis arbejde med tiden blev et af grundlaget for moderne datalogi. En anden tipoldefar til Hinton var kirurgen og forfatteren James Hinton, som var far til matematikeren Charles Howard Hinton . Hintons far var entomologen Howard Hinton. Hans mellemnavn kommer fra en anden slægtning, George Everest, Indiens landinspektør, efter hvem bjerget er opkaldt. Han er nevø til økonomen Colin Clark.